# Luzern
Luzern [lucêrn] je majhno mesto v osrednji Švici, v nemško govorečem delu države. Luzern je glavno mesto kantona Luzern in del istoimenskega okrožja. S približno 82.000 prebivalci  je Luzern najbolj naseljeno mesto v osrednji Švici in je povezava gospodarstva, prometa, kulture in medijev v regiji. Metropolitansko območje sestavlja 19 občin in naselij s skupno 220.000 prebivalci.
Zaradi svoje lege na obali Vierwaldstadtskega jezera in izliva reke  Reuss, s pogledom na gori Pilatus in Rigi v Švicarskih Alpah, je Luzern že dolgo na seznamu turistov. Ena izmed znanih znamenitosti mesta je Kapellbrücke, lesen most, ki je bil prvič postavljen v 14. stoletju.
Uradni jezik Luzerna je (švicarska vrsta standardne) nemščine, glavni govorni jezik pa je lokalna različica alemanskega švicarskonemškega narečja.

## Zgodovina

### Zgodnja zgodovina in ustanovtev (750–1386)
Po padcu Rimskega cesarstva ki se je začel v 6. stoletju, so germanska alemanska ljudstva povečala svoj vpliv na tem območju današnje Švice.
Okoli leta 750 je bil ustanovljen benediktinski samostan sv. Leodegarja, ki ga je pozneje sredi 9. stoletja pridobila opatija Murbach iz Alzacije, v tem času pa je območje postalo znano tudi pod imenom Luciaria.
Izvor imena je negotov, verjetno izhaja iz latinskega imena za ščuko, lucius, s čimer označuje mesto ribolova ščuke v reki Reuss. Predlagano je izhajanje iz teonima Lugus (božanstvo keltskega panteona), vendar je fonetično neverjetno. Vsekakor pa je ime v priljubljeni etimologiji že od zgodnjih časov povezovalo latinsko lucerna za 'laterno'.
Leta 1178 je Luzern postal neodvisen od jurisdikcije opatije Murbach in ustanovitev mesta je verjetno nastopila istega leta. Mesto je dobilo pomen kot strateško lociran prehod za naraščajočo trgovino s trgovske poti Gotthard.
Do leta 1290 je Luzern postal samozadostno mesto razumne velikosti s približno 3000 prebivalci. Približno v tem času je kralj Rudolf I. Habsburški dobil oblast nad samostanom sv. Leodegarja in njegovimi posestvi, vključno z Luzernom. Prebivalstvo ni bilo zadovoljno z naraščajočim vplivom Habsburžanov in Luzern se je povezal s sosednjimi mesti, da bi si poiskal neodvisnost od njihove vladavine. Skupaj z Luzernom so trije drugi gozdni kantoni Uri,  Schwyz in  Unterwalden 7. novembra 1332 ustanovili 'večno' švicarsko konfederacijo, znano kot Eidgenossenschaft (v prevodu švicarska konfederacija).
Pozneje so se zavezništvu pridružila mesta Zürich, Zug in Bern. S pomočjo teh dodatkov se je vladavina Avstrije nad tem območjem končala. Vprašanje je bilo rešeno z zmago Luzerna nad Habsburžani v bitki pri Sempachu leta 1386. Ta zmaga je za Luzern sprožila obdobje širitve. Mesto si je kmalu podelilo številne pravice, pravice, ki so jih do takrat zadržali Habsburžani. V tem času so bile meje Luzerna približno današnje.

### Od mesta do mestne države (1386–1520)
Leta 1415 je Luzern od cesarja Sigismunda dobil Reichsfreiheit (Cesarska neposrednost) in postal močan član Švicarske konfederacije. Mesto je razvilo svojo infrastrukturo, zvišalo davke in imenovalo svoje lokalne uradnike. Število prebivalcev v mestu  se je iz 3000 zaradi črne smrti in več vojn okoli leta 1350 zmanjšalo za približno 40 %.
Leta 1419 mestni zapisi kažejo na prvi postopek sojenja čarovnicam zoper moško osebo.

### Švicarsko katoliško mesto (1520–1798)
Med rastočimi mesti konfederacije je bil Luzern še posebej priljubljen pri privabljanju novih prebivalcev. Še vedno pretežno katoliški, je med letoma 1453 in 1616 Luzern gostil letno pasijonsko igro, dvodnevno igro z 12-urno predstavo na dan. Ko je konfederacija med reformacijo razpadla, je po letu 1520 večina bližnjih mest postala protestantska, Lucern pa je ostal katoliški. Po zmagi katoličanov nad protestanti v bitki pri Kappelu leta 1531 so v konfederaciji prevladovala katoliška mesta. V tem obdobju so leta 1567 prvič v Luzern prišli jezuiti, ob njihovem prihodu pa je veliko podporo nudil milanski nadškof kardinal Karel Boromejski. Kljub temu so v regiji dominirala protestantska mesta, kot so Zürich, Bern in Basel, ki so v Toggenburški vojni leta 1712 premagala katoliške sile. Nekdanji pomemben položaj Luzerna v konfederaciji je bil za vedno izgubljen. V 16. in 17. stoletju so se vojne in epidemije vedno redkeje pojavljale, zato se je prebivalstvo države močno povečalo.
Luzern je oblegala kmečka vojska in je v švicarski kmečki vojni leta 1653 z uporniki hitro podpisal mirovno pogodbo.

### Stoletje revolucij (1798–1914)
Leta 1798, devet let po začetku francoske revolucije, je francoska vojska vkorakala v Švico. Stara konfederacija je propadla in vlada je postala demokratična. Industrijska revolucija je Luzern prizadela precej pozno in do leta 1860 je v industriji delalo le 1,7 % prebivalstva, kar je bilo takrat približno četrtina državnega povprečja. Kmetijstvo, ki je zaposlovalo približno 40 % delavcev, je bilo glavna oblika gospodarske proizvodnje v kantonu. Kljub temu je mesto pritegnilo industrijo iz okolice Luzerna. Od leta 1850 do 1913 se je prebivalstvo povečalo za štirikrat, povečal pa se je tudi pretok naseljencev. Leta 1856 so vlaki mesto najprej povezali z Oltenom in Baslom, nato leta 1864 s Zugom in Zürichom in nazadnje z jugom leta 1897.
Igra William Tell Friedricha Schillerja iz leta 1804 je veliko prispevala k uveljavitvi ugleda Luzerna in njegove okolice. Schiller sam ni bil v Luzernu, a so ga k pisanju drame navdihnili njegova žena Lotte in njegov prijatelj Johann Wolfgang von Goethe, ki sta oba osebno obiskala mesto in okoliški kanton. Goethe je leta 1779 prispel na Hirschenplatz na poti v Italijo.
V zadnji polovici 19. stoletja je Luzern postal priljubljena destinacija za pobeg umetnikov, kraljev in drugih. Nemški skladatelj Richard Wagner je leta 1866 ustanovil rezidenco v Tribschenu, v kateri je živel in delal. Mesto je leta 1868 okrepil obisk kraljice Viktorije, med katerim si je ogledala Kapellbrücke in Spomenik leva in se z lokalnim prebivalstvom pogovarjala v svoji materni nemščini. Ameriški pisatelj Mark Twain je mesto in okolico nadalje populariziral v svojih potopisnih delih, potem ko ga obiskal dvakrat, leta 1878 in 1897. Leta 1892 se je v Luzernu uveljavil tudi švicarski pesnik in bodoči dobitnik Nobelove nagrade Carl Spitteler, ki je tam živel do svoje smrti leta 1924.
Zaradi statusa modne destinacije je Luzern postal eno prvih središč modernega turizma. Nekatere najbolj prepoznavne stavbe v mestu so hoteli iz tega obdobja, kot so hotel Schweizerhof (1845), Grand Hotel National (1870) in Château Gütsch (1879). V Nationalu se je švicarski hotelir César Ritz uveljavil kot menedžer med letoma 1878 in 1888.

### 20. in 21. stoletje
Avgusta 1993 je Kapellbrücke v središču mesta utrpel velik požar, ki je uničil dve tretjini notranjih slik. Most je bil nato rekonstruiran in odprt za javnost aprila 1994, potem ko je bilo za njegovo popravilo porabljenih 3,4 milijona CHF.
17. junija 2007 so se volivci mesta Luzern in sosednjega mesta Littau na istočasnem referendumu dogovorili za združitev. Ta je začela veljati 1. januarja 2010. Novo mesto, ki se še vedno imenuje Luzern, šteje okoli 80.000 prebivalcev, zaradi česar je sedmo največje mesto v Švici. Rezultati tega referenduma naj bi utrli pot pogajanjem z drugimi bližnjimi mesti in mesti, da bi na podlagi rezultatov študije ustvarili enotno mesto-regijo. 

## Geografija
Luzern se nahaja ob izlivu Vierwaldstadtskega jezera v reko Reuss, ki teče od jugovzhoda proti severozahodu. Mesto zaseda oba bregova reke in najnižji doseg jezera, mestno jedro pa se razteza čez reko takoj za izlivom. Predmestja mesta se vzpenjajo po hribih proti severovzhodu in jugozahodu ter se ob rekah in jezerskih bregovih, medtem ko je nedavno dodano območje Littau na severozahodu.
Poleg tega sosednjega mestnega območja občina vključuje tudi eksklavo na južni obali jezera, oddaljena približno 8 kilometrov, ki obsega severna pobočja Bürgenstocka. Ta del občine je v celoti obdan z jezerom in kopnim kantona Nidwalden. Ne vsebuje pomembnejših naselij, toda vrh Bürgenstock je najvišja točka občine.
Občina ima površino 29,1 kvadratnega kilometra. Od tega in od leta 2009 se 28,0 % uporablja za kmetijske namene, 22,3 % pa je gozdnih. Od preostale zemlje je 47,6 % naseljenih (stavbe ali ceste), preostanek (2,1 %) pa je neproduktivnih (reke, ledeniki ali gore).
Med letoma 1961 in 1990 je bilo v Luzernu v povprečju 138,1 dni dežja na leto, v povprečju pa je prejel 1171 mm padavin. Najbolj vlažen mesec je bil junij, v tem času je Lucern prejel povprečno 153 mm padavin. V tem mesecu je bilo padavin v povprečju 14,2 dni. Najbolj suh mesec v letu je bil februar s povprečno 61 mm padavin v 10,2 dneh. Podnebje na tem območju ima rahle razlike med najvišjimi in najnižjimi temperaturami, celo leto pa je dovolj padavin. Köppnova podnebna klasifikacija za to podnebje je Cfb (podnebje morske zahodne obale / oceansko podnebje).

## Demografija
V Luzernu živi 82.257 prebivalcev (stanje 31.februar 2019). Od leta 2013 je bilo 19.264 prebivalcev ali 25,0 % tujih državljanov, od tega 19,9 % iz Evrope, 2,8 % iz Azije, 1,2 % iz Afrike in 1,0 % iz Amerike. V zadnjih 10 letih se je število prebivalstva povečalo za 1,2 %. Večina prebivalstva (od leta 2010) govori nemško (87 %), italijanščina, srbohrvaščina in angleščina pa sta 5 % druga najpogostejša jezika, sledita francoščina in albanščina s 3 %, portugalščina in španščina pa po 2 %.

## Gospodarstvo
Od leta 2012 je bilo v občini skupno zaposlenih 77.641 ljudi. Od tega je 166 ljudi delalo v 53 podjetjih v primarnem gospodarskem sektorju. V sekundarnem sektorju je bilo zaposlenih 6632 delavcev v 666 ločenih podjetjih. Končno je terciarni sektor zagotovil 70.149 delovnih mest v 6929 podjetjih. Leta 2013 je skupno 11,0 % prebivalstva prejemalo socialno pomoč. Od leta 2000 je bilo 51,7 % prebivalcev občine zaposlenega v neki vlogi. Hkrati so ženske predstavljale 47,9 % delovne sile.
V Luzernu živijo številna največja švicarska podjetja, med njimi Schindler Group, Chronoswiss, Emmi, EF Education First in Luzerner Kantonalbank. Tudi Suva, ena najstarejših švicarskih nezgodnih zavarovalnic, ima sedež v Luzernu, prav tako Univerza, najmlajša od tradicionalnih švicarskih univerz.
Zaradi nenehnih politik zmanjševanja davkov je Luzern postal najbolj prijazen švicarski kanton. Od leta 2012 ponuja najnižjo švicarsko stopnjo davka od dohodkov pravnih oseb na kantonalni ravni.
Poleg tega Luzern ponuja tudi zelo zmerne stopnje dohodnine. V nedavni objavljeni študiji davčnega indeksa BAK Basel Economics 2012 se je Lucern uvrstil na 4. mesto z le nekoliko odstotno višjo davčno stopnjo v primerjavi s top kantonom v tej primerjavi.

## Znamenitosti
Ker mesto leži na obeh bregovih reke Reuss, kjer ta izteka iz jezera, ima številne mostove. Najbolj znan je Kapellbrücke, 204 m dolg lesen pokrit most, prvotno zgrajen leta 1333, najstarejši pokrit most v Evropi, čeprav ga je bilo treba po požaru 18. avgusta 1993 obnoviti; požar je domnevno povzročila zavržena cigareta. Delno čez most vodi osmerokotni vodni stolp (Wasserturm), utrdba iz 13. stoletja. V notranjosti mostu je vrsta slik iz 17. stoletja, ki prikazujejo dogodke iz zgodovine Luzerna. Most s svojim stolpom je najbolj znana znamenitost mesta.
Dolvodno, med Kasernenplatz in Mühlenplatz, Spreuerjev most (Spreuerbrücke ali Mühlenbrücke, Mlinarski most) prečka Reuss v obliki cik-cak. Zgrajen je bil leta 1408 in predstavlja ciklus kužnih slik iz 17. stoletja Kasparja Meglingerja z naslovom Ples smrti (Totentanzzyklus). Most ima na sredini majhno kapelico, ki je bila dozidana leta 1568.
Staro mestno jedro Luzern se nahaja večinoma severno od Reussa in ima še vedno nekaj lepih pol-lesenih stavb s poslikanimi fasadami. Na griču nad Luzernom obstajajo ostanki starega mestnega obzidja, skupaj z osmimi visokimi stolpi. Ob vznožju hriba na bregovih Reussa stoji še en stolp.
Dva stolpa cerkve sv. Leodegarja, ki so jo poimenovali po zavetniku mesta, sedita na majhnem griču tik nad jezerom. Prvotno zgrajena leta 735, današnja zgradba je bila postavljena leta 1633 v poznorenesančnem slogu. Vendar sta stolpa preživeli ostanki prejšnje zgradbe. Notranjost je bogato urejena. Cerkev se popularno imenuje Hofkirche (v nemščini), lokalno pa je znana kot Hofchile (v švicarsko-nemškem jeziku).
Slavni kamnosek umirajočega leva Bertel Thorvaldsen (spomenik Löwendenkmal) najdemo v majhnem parku tik ob Löwenplatzu. Spomenik je spomin na stotine švicarskih stražarjev, ki so bili pobiti leta 1792 med francosko revolucijo, ko je oborožena mafija vdrla v Tuilerijsko palačo v Parizu.
Švicarski prometni muzej je velik in celovit muzej, ki razstavlja vse oblike prevoza, vključno z lokomotivami, avtomobili, ladjami in letali. Najdemo ga ob jezeru v severovzhodnem delu mesta.
Kulturni in kongresni center (KKL) ob jezeru v središču mesta je zasnoval Jean Nouvel. Center ima eno vodilnih koncertnih dvoran na svetu, z akustiko Russella Johnsona.
Muzej Richarda Wagnerja se nahaja na jezeru v Tribschenu in je posvečen skladatelju Richardu Wagnerju. Wagner je živel v Luzernu od 1866 do 1872, v njegovi nekdanji vili pa je muzej.

## Galerija
- Jezuitska cerkev
- Znameniti Löwendenkmal v Luzernu spominja na švicarske straže Ludvika XVI., ki so jih med francosko revolucijo pobili leta 1792
- Gneča na Rathausquai
- Jodlarski festival 2008
- Sedež Suve, postavljen na hribu s pogledom na središče Luzern
- Mestna hiša v Luzernu je že stoletja dom mestne vlade

## Šport
- BSV BORBA Luzern, rokometni klub (nemško) Arhivirano 2008-03-29 na Wayback Machine.

## Pobratena mesta
- Bournemouth, Združeno kraljestvo (1981)
- Čikago, ZDA(1999)
- Cieszyn, Poljska (1994)
- Guebwiller / Murbach, Francija (1978)
- Olomouc, Češka (1994)
- Potsdam, Nemčija (2002)